# シュリーフェン・プラン

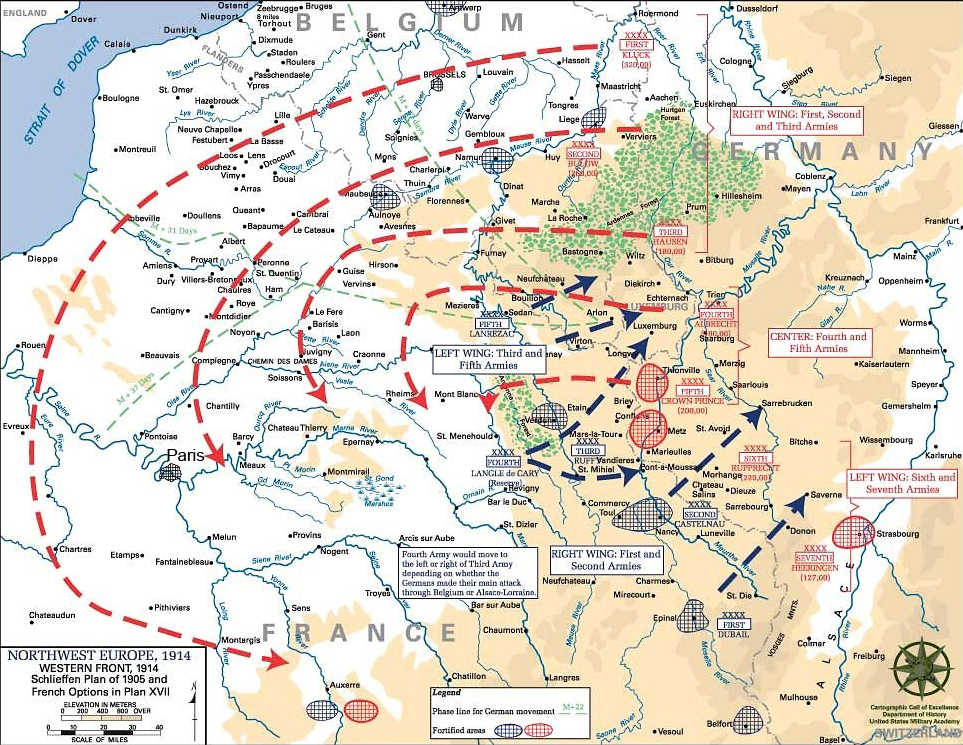
シュリーフェン・プラン

シュリーフェン・プラン（独: Schlieffen-Plan）は、19世紀後期のドイツ帝国の軍人アルフレート・フォン・シュリーフェンによって1905年に立案され、修正された形で第一次世界大戦の始めにドイツ軍によって適用された、西部戦線におけるドイツ軍の対フランス侵攻作戦計画である。

## 概要

### シュリーフェンによる原案

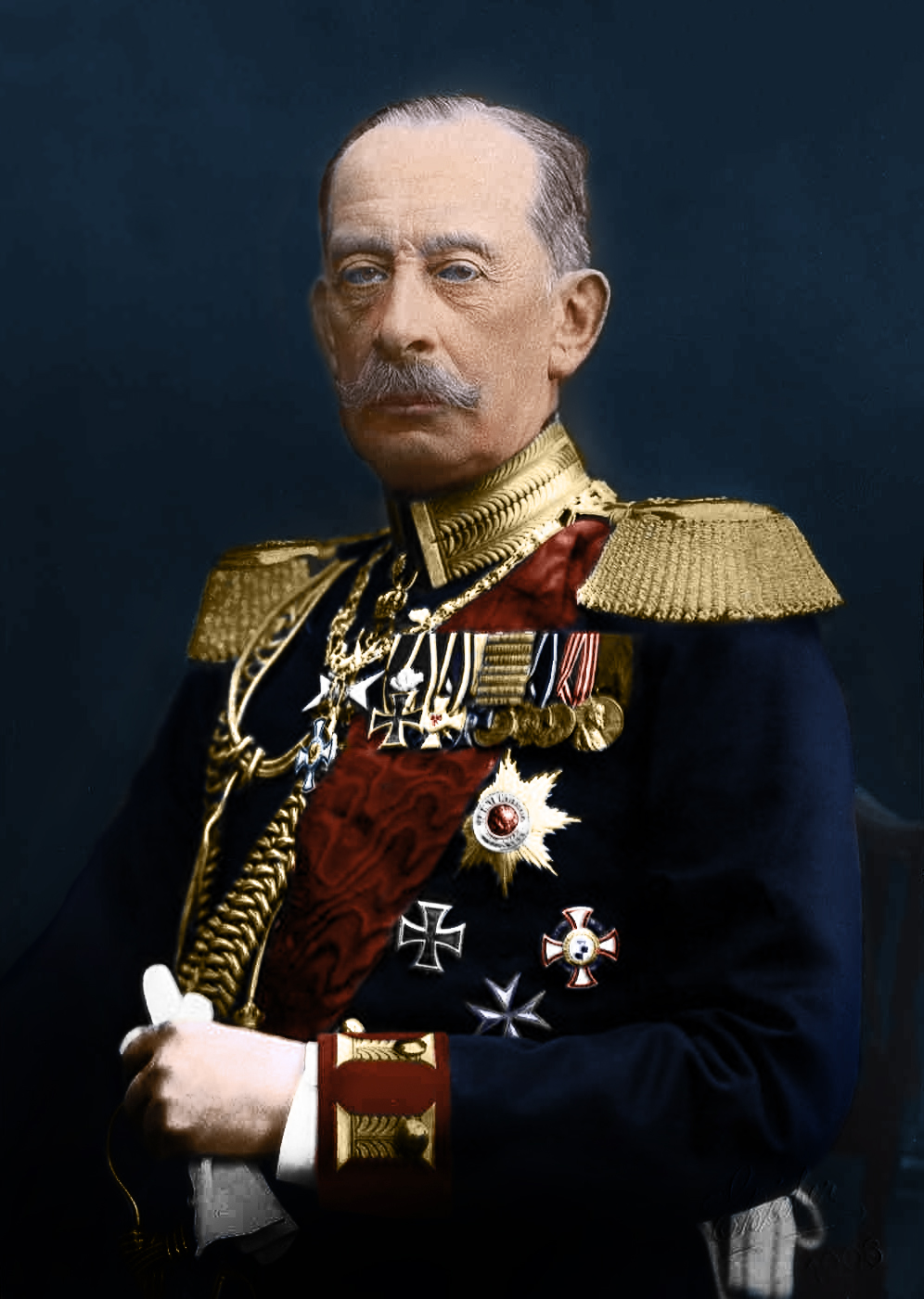
シュリーフェン

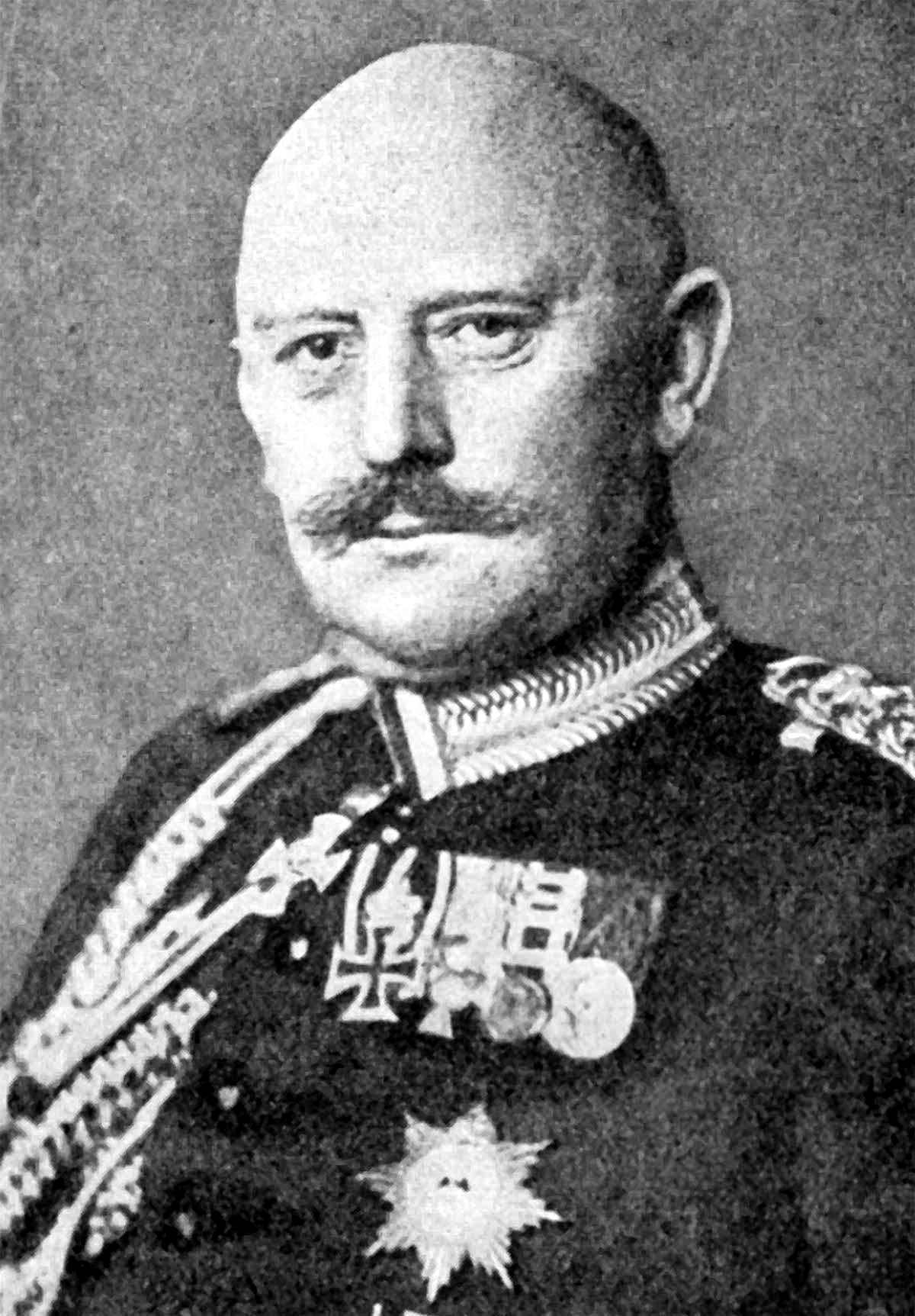
小モルトケ

普仏戦争以降のドイツの外交政策は、フランスの孤立を維持することを目的としていたが、1890年にビスマルクが失脚すると、その外交政策の中軸であったロシアとの独露再保障条約は延長されなかった。さらに1894年には、フランスとロシアは露仏同盟を締結し、ドイツが対フランス・ロシアの二正面戦争に直面する可能性は高まった。
ドイツ参謀総長シュリーフェンは、二正面作戦の手段として、フランスを全力で攻撃して対仏戦争を早期に終結させ、その後反転してロシアを全力で叩こうと考えた。これは、ロシアの未発達な電信網や鉄道事情などから、ロシアが総動員令を発令してから攻勢に出るまでには6週間かかると予測したからである。こうして立案された「シュリーフェン・プラン」は、東部戦線と西部戦線左翼を犠牲にして、強力な西部戦線右翼で中立国ベルギーとオランダに侵攻し、イギリス海峡に近いアミアンを通過。その後は反時計回りにフランス北部を制圧していき、独仏国境の仏軍主力を背後から包囲し殲滅するというものであった。作戦の所要時間は1か月半とされた。

### 小モルトケによる修正
1906年にシュリーフェンの後を継いで参謀総長に就任した小モルトケは、シュリーフェンの案に相当な修正を加えた。シュリーフェンの案では、アルザス＝ロレーヌの旧領奪回を目指すであろうフランス軍について、同地域が防衛軍に有利な地形なので、誘引することは好都合であることから、軍レベルのドイツ軍部隊は配置せず、防衛にオーストリア軍をあてる予定であったが、小モルトケはこれを改め、同地域の防衛のため、右翼から兵力を削って第6軍と第7軍を新設した。また、原案では西部戦線右翼での攻勢正面を広く取るためにマーストリヒトでオランダの中立を侵犯するとされていたが、小モルトケの案では、ベルギーとルクセンブルクの中立はシュリーフェンの原案どおり犯すが、オランダの中立侵犯は避けるとされた。

## 第一次世界大戦での実施
第一次世界大戦緒戦のドイツ軍のフランス侵攻作戦は、小モルトケの修正版シュリーフェン・プランに基づいたものであったが、いざ実施してみると、シュリーフェンや小モルトケの想定しない状況が多々発生し、最終的には9月6日からのマルヌ会戦でドイツ軍の進撃は停止し、シュリーフェン・プランの目的、6週間でフランス陸軍の壊滅は達成出来なかった。

### 計画に対する齟齬
1. ベルギー軍による予想外の抵抗。計画では、ベルギーの中立を侵犯しても、ベルギー軍の抵抗は形式的なものであり、大きな軍事的抵抗を予想していなかった。しかし、ベルギー軍の抵抗は予想以上で、しかも撤退時に橋や鉄道を破壊していったので、後のドイツ軍の補給に問題を起こした。また、アントワープ近郊で抵抗を続けるベルギー軍のために、ドイツ第1軍は、2個軍団相当を残置せざるを得なかった。
2. 予想外に早かった東部戦線でのロシア軍の攻勢。計画では、ロシア軍が攻勢に出られるのは総動員令から6週間程度は必要であるとしていたが、実際には、ロシア第1軍と第2軍は総動員令（7月31日）から約2週間半後の8月17日には東プロイセンに侵攻を始めた。8月21日にドイツ第8軍司令官マクシミリアン・フォン・プリットヴィッツ（ドイツ語版）から東プロイセン全体の放棄を認めるよう要請された小モルトケは、プリットヴィッツを解任するとともに、西部戦線右翼（第2軍と第3軍）から2個軍団を引きぬき、東プロイセンに移送することを決めた。
3. ドイツ軍右翼の疲弊。シュリーフェン・プランの根幹は、強力な右翼がベルギーを越えて、第1軍はパリの西部、第2軍はパリの東部を通過する計画であったが、この周回運動の外周部にあたる第1軍の進軍はおよそ1日あたり40km程度必要であったのに対し、自動車化されていない歩兵の進撃速度は最大で25km程度であるため、限界を超えるものであった。さらに、ベルギー領内の鉄道の破壊などによる補給の問題も疲弊に拍車をかけた。
4. 量的優位性の消失。開戦当初、フランス軍の最左翼は第5軍、対するドイツ軍右翼は第2軍と第3軍で、ドイツ第1軍に対抗する位置にフランス軍は配備されていなかった。ところが戦闘が続くうちに、フランス軍側には5個師団のイギリス派遣軍と、フランス軍右翼より抽出した兵力で新設された第6軍が第5軍より左翼に配置されたのに、ドイツ軍は中央部・左翼でも攻勢作戦を取っていたため右翼への兵力の補充はなされなかった。その結果、マルヌ会戦では、当初ドイツ軍右翼のもっていたフランス軍左翼に対する量的優位性はなくなっていた。

## シュリーフェン・プランへの批判
シュリーフェン・プランの最大の問題点は、戦争遂行のために純軍事技術的な側面を徹底的に追求し、そのために政治的側面をそれに従属させている点にあった。その意味において、かつてカール・フォン・クラウゼヴィッツが述べた「戦争とは、他の手段をもってする政治の延長である」という言葉と全く逆の性質を持っていた。ベルギーの中立侵犯を、イギリスの対独宣戦や国際的汚名を被ることを無視して、軍事的要請から押し通したことはその最も典型的な例である。
また、「小モルトケによってシュリーフェン・プランが「改悪」され、その結果ドイツが敗北に至った」という説は1920-50年代ごろによく述べられた説であるが、モンゴメリ以降は軍事技術や補給の問題からシュリーフェンの原案の現実性も否定されている。クレフェルトによれば、第一次世界大戦では、マルヌ川に到達した時点でドイツ軍は疲労しきっていた。もし原案に沿って作戦を進めていたら、セーヌ川のはるか以前でドイツ軍は停止せざるをえない状況に至っていただろうと推測されている。ただ、クレフェルトは補給線にのみ求めているが、実際の原因としては鉄道の破壊等、フランスの計画に対する防御の深化の成功に基づくものであり、この非現実性は（それで対処される計画の脆さは大いにあるが）諜報の失敗ともいえる。
シュリーフェン・プランは「フランス軍を短期決戦（当初の予定では1ヶ月半）で降伏に追い込む」ことと「ロシアは鉄道などの交通インフラが防御的であると同時に、総動員（対独攻勢の準備）完了までにかなりの時間がかかる」ことを前提として立案された。

しかし第一次世界大戦が勃発するころにはロシアの鉄道網の整備も進んでおり、ロシアは7月31日に総動員を開始し17日後の8月17日には東プロイセンへの侵攻を開始した。ドイツ側の予定よりも早期に行われたロシアの侵攻に対処するため、西部戦線から兵力を引き抜かなければならなくなったことが同年9月のマルヌ会戦敗北と西部戦線の膠着化を招く一因となっているので、たとえシュリーフェンの原案通りに作戦が遂行され補給に問題が無かったとしても、シュリーフェン・プランはロシアとフランスの動員速度の差が一定水準以下に縮まった時点で、実行するための前提条件から破綻していたことになる。
また、ドイツの一方的都合で自国の政治的中立と領土、主権を侵犯されるベルギー自身の軍事的抵抗も全く想定していなかったため、リエージュ要塞攻略で2日間足止めされるなど、想定外の時間と物資を浪費し戦力の分散を余儀なくされる事態も生じている。

## 第二次世界大戦におけるフランス侵攻作戦
独ソ不可侵条約の締結によって当初はソ連との二正面作戦を強いられる危険が無かった第二次世界大戦においても、マジノ線の建設によってフランス領内への直接侵攻が困難となったこともあり、ドイツのフランス侵攻作戦は原則としてシュリーフェン・プランが踏襲される予定だった。しかし作戦計画書を持った士官の飛行機がベルギー領内に不時着するという事故（メヘレン事件）によって作戦計画が連合国側に漏れてしまい、作戦の練り直しが迫られることになった。
検討の結果、ヒトラーの後押しでマンシュタインの作戦計画（マンシュタイン・プラン）が採用された。それは「主力はベルギーから攻め込み、イギリス海峡に達する」という点ではシュリーフェン・プランを踏襲したものであったが、攻勢正面はベルギー北部の平野部ではなく、南部からルクセンブルクにかけてのアルデンヌ森林地帯である点が異なっていた。戦車や重砲などの重装備の迅速大量な通過は不可能と考えられていた森林地帯を抜ければ連合軍に対して完全に奇襲となり、より容易に作戦が進むと考えられたのである。その後のフランス侵攻では実際の戦局はその通りに展開し、フランスは約6週間でドイツに降伏した。

## 近年の研究
近年の研究では、上記のような「シュリーフェン・プラン」像を見直す見方も出てきている。冷戦終結後のテレンス・ツーバーは新史料の発掘によって、従来「シュリーフェン・プラン」の決定稿と思われてきた覚書が必ずしもドイツの二正面戦争克服の唯一の手段として提案されてきたものではなく、軍備予算獲得のための口実として提示されていたと主張している。二正面作戦解決の唯一の処方箋としての「シュリーフェン・プラン」像は「作られた」ものであるか否かが現在論争中である。ただひとつ明らかなのは、シュリーフェンが作成した計画と小モルトケが作成した計画がまったく異なるものである、ということが現在の研究では定説となっているということである。

## 研究書
- 清水多吉・石津朋之編『クラウゼヴィッツと「戦争論」』彩流社、2008年。

シュリーフェンとクラウゼヴィッツに関する研究を含む。清水多吉、三宅正樹、川村康之、石津朋之といった日本の研究者のほかにも、マーチン・ファン・クレフェルトやウィリアムソン・マーレー、ヴィレム・ホーニヒなど国際的に有名な研究者が論文を寄稿している。